# Amtsgericht Preußisch Friedland
Das Amtsgericht Preußisch Friedland war ein preußisches Amtsgericht mit Sitz in Preußisch Friedland.

## Geschichte
In Preußisch Friedland bestand von 1849 bis 1879 die Gerichtskommission Preußisch Friedland des Kreisgerichts Schlochau. Das königlich preußische Amtsgericht Preußisch Friedland wurde mit Wirkung zum 1. Oktober  1879 als eines von neun Amtsgerichten im Bezirk des Landgerichtes Conitz im Bezirk des Oberlandesgerichtes Marienwerder gebildet. Der Sitz des Gerichtes war Preußisch Friedland. Sein Gerichtsbezirk umfasste aus dem Kreis Schlochau die Stadtbezirke Preußisch Friedland und Landeck und die Amtsbezirke Landeck und Peterswalde sowie aus dem Amtsbezirk Barkenfelde die Gemeindebezirke Heinrichswalde und Stretzin, aus dem Amtsbezirk Krummensee der Gemeindebezirk Krummensee und aus dem Amtsbezirk Mossin der Gemeindebezirk Steinborn. Am Gericht bestand 1880 eine Richterstelle. Das Amtsgericht war damit ein kleines Amtsgericht im Landgerichtsbezirk. Gerichtstage wurden in Landeck gehalten. Der Landgerichtsbezirk kam aufgrund des Versailler Vertrages 1919 teilweise zu Polen. Das Amtsgericht Preußisch Friedland wurde daher dem Landgericht Schneidemühl zugeordnet. Im Jahre 1939 wurde Polen deutsch besetzt. Im Rahmen der Neuorganisation der Gerichte in Ostdeutschland und im ehemaligen Polen blieb das Amtsgericht Preußisch Friedland beim Landgericht Schneidemühl.
Im Jahre 1945 wurde der Amtsgerichtsbezirk unter polnische Verwaltung gestellt, und die deutschen Einwohner wurden vertrieben. Damit endete auch die Geschichte des Amtsgerichtes Preußisch Friedland.